# Eupithecia spilosata
Eupithecia spilosata là một loài bướm đêm trong họ Geometridae.